# Nicomache venticola
Nicomache venticola är en ringmaskart som beskrevs av Blake och Hillbig 1990. Nicomache venticola ingår i släktet Nicomache och familjen Maldanidae. Inga underarter finns listade i Catalogue of Life.